# 放課後TV・深夜TV
『放課後TV』（ほうかごティービー）及び『深夜TV』（ミッドナイトティービー）は、2011年10月3日から2012年9月21日まで文化放送超!A&G+で放送されていた簡易動画付きラジオ番組。
本項では、夕方に放送されていた「放課後TV」と深夜に放送されていた「深夜TV」について合わせて記載し、『放課後TV・深夜TV』として扱う。

## 番組概要
超!A&Gミュージック+TVの後継番組。前番組は夕方に本放送し、当日深夜と翌朝（一時期、加えて土・日曜の深夜）にリピート放送していたが、本番組は夕方と深夜にコンセプトの異なる2番組を本放送し、翌朝にリピート放送している。
夕方の「放課後TV」では、「なんちゃって学園」の女子高生に扮しての「女子校観察番組」とされている。パーソナリティは学園の制服を着用している。
一方深夜の「深夜TV」では、パーソナリティ5名が「ヒロイン」に扮しての「深夜の世直し番組」とされており、パーソナリティは私服の部屋着を着用している。
当初この番組はマンモ.TVという漫画動画を配信するサイトがスポンサーについていたが、各第11回更新分（2012年4月2日 - 6日放送）からノンスポンサーになっている。スポンサーが付いていた頃は月曜担当の松尾によるナレーションのCMがそれぞれ流れていた。
「深夜TV」各第22回（2012年8月20日 - 24日）放送分及び「放課後TV」も各第23回のエンディングにて9月いっぱいで番組終了が告知された。2012年10月からの後継番組は新番組「本気!アニラブ」なお、「読ミタガ〜ル」については番組終了後も引き続き配信を続けることになっている。

### 放送時間
月2回更新 （第1月曜日を基準として第1週・第3週更新）
- 2011年10月3日 - 2012年9月21日

放課後TV
月曜日 18:30 - 19:00 （リピート放送: 火曜日 7:00 - 7:30）
火曜日 18:30 - 19:00 （リピート放送: 水曜日 7:00 - 7:30）
水曜日 18:30 - 19:00 （リピート放送: 木曜日 7:00 - 7:30）
木曜日 18:30 - 19:00 （リピート放送: 金曜日 7:00 - 7:30）
金曜日 18:30 - 19:00 （リピート放送: 月曜日 7:00 - 7:30）
深夜TV
月曜日 26:00 - 26:30 （リピート放送: 火曜日 7:30 - 8:00）
火曜日 26:00 - 26:30 （リピート放送: 水曜日 7:30 - 8:00）
水曜日 26:00 - 26:30 （リピート放送: 木曜日 7:30 - 8:00）
木曜日 26:00 - 26:30 （リピート放送: 金曜日 7:30 - 8:00）
金曜日 26:00 - 26:30 （リピート放送: 月曜日 7:30 - 8:00）

### パーソナリティ
| 曜日   | パーソナリティ | 科目      | 武器               |
| ------ | -------------- | --------- | ------------------ |
| 月曜日 | 松尾まどか     | 歴史→体育 | ピストル           |
| 火曜日 | 高橋実希       | 美術      | 機関銃             |
| 水曜日 | 三浦安紗子     | 中国語    | ヌンチャク         |
| 木曜日 | 秋山美久理     | 国語→家庭 | ロケットランチャー |
| 金曜日 | 大村真璃佳     | 音楽      | 双剣               |

「科目」「武器」は、曜日別コーナーで扱う題材。

### テーマソング
パーソナリティ5人が「放課後TV」では『放課後ラバーズ』名義で、「深夜TV」では『深夜ラバーズ』名義で歌っている。それぞれ、オープニングとエンディングのカップリングで、2011年12月29日のコミックマーケットで販売された。
放課後TV
オープニング
上書き保存.coi / 放課後ラバーズ
エンディング
Purenissimo / 放課後ラバーズ
深夜TV
オープニング
ちゃんと無防備 / 深夜ラバーズ
エンディング
Purenissimo アコースティックver. / 深夜ラバーズ

## コーナー

### 共通コーナー
放課後TV
放課後ガールズトーク
日直の曜日パーソナリティが発表したテーマについて、思いや考えをトークする。
読ミタガ〜ル（第3回 2011年11月7日 - 終了）
曜日パーソナリティが本の読み聞かせを制服や水着姿で行う。
AG-ONの開設時のコンテンツの一部として、各曜日の数回分が再編集されて有料配信されている。
深夜TV
目指せNO.1!ミッドナイトプリンセスへの道
"伝説のミッドナイトプリンセス"になるため「ゲバゲバ仙人」の指令に従い、様々なチャレンジを行う。チャレンジで獲得したポイントと、リスナー投票数順位によるポイント（1-5位に5-1ポイント）の合計で競う。
投票受付は金曜日の深夜TV更新回終了直後より金曜日の深夜TV最終リピート放送の終わる翌更新初回放送のある月曜日の8:00まで行なっていた。回によってはリスナー投票でのみ受付していた分もあった。

### 曜日別コーナー
曜日別コーナーでは曜日毎に「放課後TV」では『担当科目』、「深夜TV」では『担当武器』が設定されており、それにちなんだコーナーとなっている。

#### 月曜日
放課後TV
歴史のお時間（ - 第6回 2011年12月16日）
リスナーから寄せられた歴史上の人物に関するクイズに、松尾が答える
体育のお時間（第7回 2012年1月2日 - ）
松尾がヨガのレッスンに挑戦する。
深夜TV
狙い撃て!深夜のピストル!
リスナーから寄せられたセリフが書かれた射的を松尾が撃ち抜き、命中したセリフを演じる。

#### 火曜日
放課後TV
放課後トレーディングカード（ - 第12回 2012年3月20日）
高橋が描いたイラストにあった、｢必殺技｣と「説明」を募集し、
「火曜放課後TVオリジナルトレーディングカードゲーム」を作成する。
漢字マイスターへの道!（第13回 2012年4月3日- ）
漢字が苦手な高橋が、リスナーから寄せられた四字熟語の中から正しい熟語を選ぶ。
深夜TV
快感!お悩み相談
リスナーから寄せられるお悩みに機関銃のように素早く答えていくコーナー。5問中3問以下だと番組スタッフからお仕置きの罰ゲームが用意されていた。
最終回である第24回（2012年9月18日初回放送）はほとんど不正解だったため、殉職するオチがついていた。

#### 水曜日
放課後TV
萌える中国語講座
中国語に詳しい三浦が、リスナーから寄せられた萌えゼリフの中国語訳を紹介する。
また、コーナー最後には中国語訳した萌えゼリフクイズを出題している。
教えて!バブリータイム
バブル時代を知らない三浦に対して、バブル時代に流行った言葉や物の意味を答えていくコーナー。リスナーからはバブル時代に流行していたキーワードを募集していた。
深夜TV
お仕置きアチョ〜!
リスナーから寄せられた懺悔に対しヌンチャクを使ってお仕置きする。

#### 木曜日
放課後TV
国語のお時間
リスナーから寄せられたキーワードを入れて、川柳を作成する。
家庭科のお時間
将来を見据えて秋山が手作りのエプロンや手料理を覚えていくコーナー。なお、料理作りの場合、収録スタジオでは火気厳禁だったため、事前に秋山の自宅で下準備から調理まで行なったものをスタジオで実際に食し、味の感想を行なっていた。
深夜TV
うだうだ言ってんじゃねーよ!
リスナーから寄せられた弱音・愚痴に対し、ロケットランチャーを通して罵声を浴びせる。

#### 金曜日
放課後TV
大人の尺八講座
尺八をマスターするため、様々なチャレンジを行う。
深夜TV
美少女、危機一髪
大村がヌンチャクを用いて、消去法の三択クイズに挑戦する。

## 公開イベント
放課後ラバーズ・深夜ラバーズ デビューイベント
- 2011年12月30日 - 文化放送メディアプラスホール

出演: 松尾まどか、高橋実希、三浦安紗子、秋山美久理、大村真璃佳

## 関連商品
CD
- 上書き保存.coi / 放課後ラバーズ - 「放課後TV」オープニングテーマ （2012年1月12日発売）
- ちゃんと無防備 / 深夜ラバーズ - 「深夜TV」オープニングテーマ （2012年1月12日発売）